# Kroniki (Czesław Miłosz)
Kroniki – tom wierszy Czesława Miłosza wydany w 1987 r. przez Instytut Literacki w Paryżu jako 433. tom Biblioteki „Kultury”.
Tom obejmuje wiersze i kilka utworów prozą powstałych w latach 1984–1987, w większości publikowanych wcześniej na łamach „Tygodnika Powszechnego”, Zeszytów Literackich” i paryskiej „Kultury”. W części pierwszej zatytułowanej Sezon autor umieścił wiersz Na pożegnanie mojej żony Janiny (żona Miłosza zmarła w kwietniu 1986 r.).

## Dla Heraklita (1984–1985)
Część drugą tomu wypełnia cykl wierszy Dla Heraklita (1984–1985). We wstępie Miłosz wyjaśnia, skąd wziął się jego „zamysł lepienia fragmentów”: 

Z  rozpaczliwej niewystarczalności języka, z wiedzy o tym, że rzeczywistość opisana, namalowana lub sfilmowana jest zupełnie inna niż ta dana nam bezpośrednio, i że im gładszy opis, tym od niej dalej. Więc niech będą pomieszczone ze sobą wycinki prasowe, ustępy z książek, osobiste wspomnienia, reminiscencje z dzieł przeczytanych.

Wyjaśnia także, skąd wziął się tytuł poematu: Nie przypadkiem na egzaminie maturalnym, wybrawszy tak zwany temat wolny, pisałem o „rzece czasu” Heraklita. Według Miłosza, nie ma jednej obiektywnej rzeczywistości. Są trzy: ta przeżywana w czasie teraźniejszym (która nas rani i zwodzi obietnicami); ta, którą zapisuje i odtwarza nasza pamięć (oczyszczona, piękniejsza); i trzecia, gdy utrwalone w pamięci przeżycia zamieniamy w słowa i obrazy (niepełna, fragmentaryczna). Opatrzona datami „opowieść o moim stuleciu” przywołuje m.in. katastrofę Tytanika (1912), prapremierę Święta wiosny Igora Strawińskiego (1913), podróż matki koleją transsyberyjską (1913),  Ogród Bernardyński w Wilnie (1928), niemieckiego oficera Rudolfa Groethe (1944), spotkanie z poetą Adamem Ważykiem (1945). Cykl zamyka filozoficzno-teologiczny poemat Sześć wykładów wierszem.

## Wydania polskie
- Paryż: Instytut Literacki, 1987
- Łódź: Wydawnictwo Społeczne Fakt, 1988 (drugi obieg)
- Kraków: Znak, 1988

## Przekłady na języki obce
- Hronike, Vršac: Književna Opština Vršac, 1989
- Chroniques, Paris: Fayard, 1990

## Wybrane recenzje
- Barańczak Stanisław, Ulotne i wieczne, „Zeszyty Literackie” 1988, nr 22, s. 104-111.
- Dolecki Zbigniew, „Kierunki” 1989, nr 31, s. 12.
- Gondowicz Jan,  Księga naszego czasu, „Przegląd Katolicki” 1989, nr 21, s. 7.
- Katz-Hewetson Janina, Sezon u Heraklita, „Puls” 1988, nr 39, s. 93-96.
- Klecel Marek, „Świat Książki” 1989, nr 10, s. 13.
- Korkozowicz Jerzy, Nowy Miłosz, „Głos Nauczycielski” 1989, nr 12, s. 12..
- Kryszak Janusz, Nowy tom poetycki Czesława Miłosza, „Autograf” 1988, nr 1, s. 60-61.
- Mazur Aneta,  Labirynty czasu, „Twórczość 1989, nr 9, s. 110-113.
- Neuberg Jan, Ulotne i wieczne, „Opole” 1990, nr 5/6, s. 20.
- Nyczek Tadeusz, Kamienie z rzeki Heraklita, „Brulion” 1987/88, nr 4, s. 119-120.
- Pieńkosz Konstanty, Na brzegu heraklitejskiej rzeki, „Literatura 1989, nr 7, s. 67-68.
- Pysiak Krzysztof, „Życie Warszawy” 1989, nr 48, s. 7.
- Stępień Paweł, Tak czy tak - źle, „Grizzly” 1989, nr 10, s. 23-24.
- Waliszewska Marta, Z biblioteczki emigrantki, „Pogląd” (Berlin) 1988, nr 9, s. 65.
- Zaleski Marek, Poezja jako wstawiennictwo, „Res Publica” 1988 nr 5, s. 122-126.
- Zawada Andrzej, „Przeciwko chaosowi i nicości”, „Odra”  1989, nr 6, s. 97-99.